# Micraxylia varians
Micraxylia varians är en fjärilsart som beskrevs av Emilio Berio 1972. Micraxylia varians ingår i släktet Micraxylia och familjen nattflyn. Inga underarter finns listade i Catalogue of Life.